# 阿方索·贝尔
阿方索·贝尔（英語：Alphonzo Bell，1875年9月29日—1947年12月27日），美国男子网球运动员。他曾代表美国参加1904年夏季奥林匹克运动会网球比赛，获得男子双打银牌和男子单打铜牌。